# Melinda Gates
Melinda Ann French Gates, geboren als Melinda Ann French (Dallas (Texas), 15 augustus 1964) is een Amerikaans zakenvrouw en filantroop. Ze was van 1994 tot 2021 getrouwd met Bill Gates, die zij bij Microsoft heeft leren kennen. Bij Microsoft was ze als projectmanager verantwoordelijk voor Microsoft Bob, Microsoft Encarta en Expedia.

## Biografie
In 1986 behaalde ze twee bachelorsdiploma's aan de Duke University, informatica en economie. Een jaar later haalde ze haar Master of Business Administration. Op 1 januari 1994 trouwde ze met Bill Gates, met wie ze drie kinderen kreeg. Ze is katholiek.
Samen met haar man stichtte ze de Bill & Melinda Gates Foundation, een liefdadigheidsorganisatie. De organisatie zet zich in voor betere gezondheidszorg, beter onderwijs, toegang tot bibliotheken en voor arme kinderen. Tussen 2004 en 2010 zat ze in het bestuur van The Washington Post.
Op 3 mei 2021 kondigden Bill en Melinda Gates aan na 27 jaar hun huwelijk te beëindigen.

## Prijzen en erkenning
In 2006 kreeg de Bill & Melinda Gates Foundation de Prins van Asturiëprijs. Een jaar later werd Bill en Melinda de Orde van de Azteekse Adelaar gegeven voor hun filantropische werk over de hele wereld en in het bijzonder in Mexico op het gebied van gezondheid en onderwijs. In 2009 kreeg ze een eredoctoraat van de universiteit van Cambridge. Ze stond in 2013 op de derde plaats van machtigste vrouwen ter wereld, volgens de lijst van Forbes. Samen met haar man en de U2-zanger Bono werd ze in 2005 uitgeroepen tot Person of the Year.